# Artjom Artjunin
Artjom Artjunin (Tallinn, 24 gennaio 1990) è un ex calciatore estone, di ruolo difensore.

## Carriera

### Club
Ha giocato in massima serie con il Levadia Tallinn.

### Nazionale
Dopo aver giocato alcune partite di qualificazione agli Europei Under-21, il 15 novembre 2013 esordisce in nazionale maggiore nell'amichevole vinta per 2-1 contro l'Azerbaigian.